# Îles Talaud
Les îles Talaud, en indonésien Kepulauan Talaud, est un archipel du Nord-Est de l'Indonésie situé  en mer des Philippines et bordé à l'est par la mer des Moluques, entre Célèbes au sud-ouest, Morotai (Moluques du Nord) au sud-sud-est et Mindanao (Philippines) au nord-ouest. 
La mer des Philippines  baigne sur la totalité de leurs côtes les petites îles du Nord de l'archipel, et parmi elles Merampit, Karatung, Magupung et Kakalotan.
Administrativement, l'archipel forme depuis 2002 un kabupaten de la province de Sulawesi du Nord sous le nom de kabupaten des îles Talaud, en indonésien Kabupaten Kepulauan Talaud. Son chef-lieu est Melonguane, située dans l'île de Karakelong, la plus grande des Talaud.
Les îles Talaud sont frontalières  des Philippines.

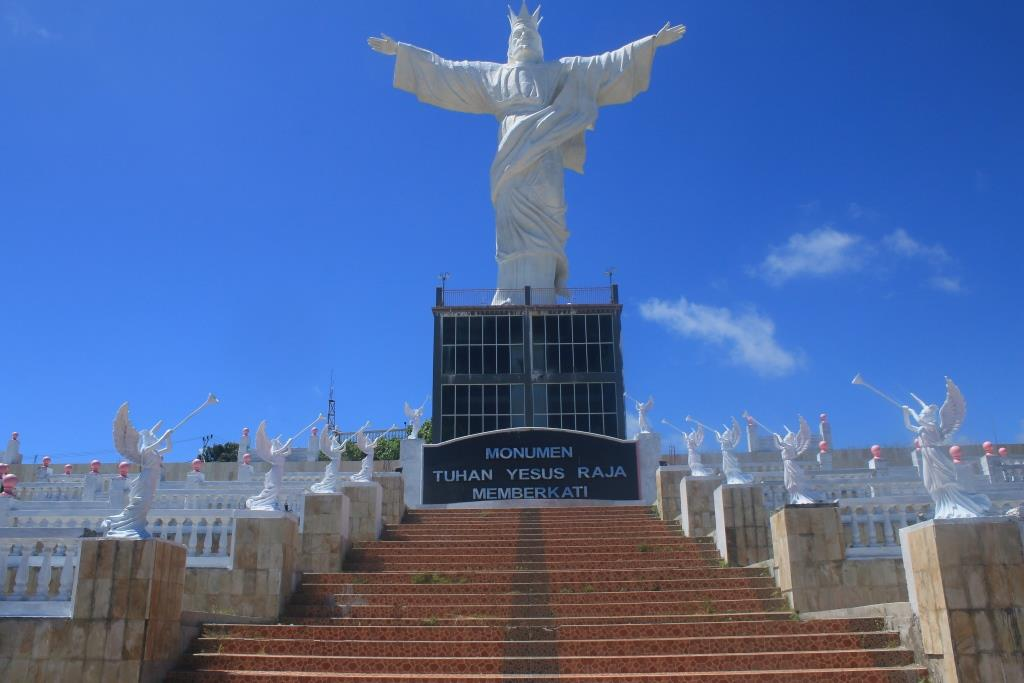
Statue du Christ dans les îles Talaud.